# 한 순간의 꿈
《한 순간의 꿈》는 대한민국의 그룹 자유시간의 1집앨범이다. 
The Beginning,슬픈 종이인형,우리는 하나 (정용진)를 제외한 나머지는 박제성이 만들었다.
동명의 타이틀곡이 두 가지 버전으로 수록되어 있다.

## 곡 목록
1. The Beginning 0:30 정용진 작곡,편곡 Instrumental
2. 한 순간의 꿈(Radio Version) 4:46 박제성 작사,작곡,편곡 최선원 노래
3. 너를 위한 이별 4:20 김학민 작사 박제성 작곡,편곡 김태희 노래
4. 사랑하는 그대 4:25 박제성 작사,작곡,편곡 최선원 노래
5. 슬픈 종이인형 4:13 박제성 작사 정용진 작곡,편곡 김태희 노래
6. 좋은 친구들 4:15 박제성 작사,작곡,편곡 김태희 노래
7. 우리는 하나 3:46 정용진 작사,작곡,편곡 김태희,최선원 노래
8. 추억 여행 4:14 박제성 작사,작곡,편곡 김태희 노래
9. 기분 좋은 날 4:27 박제성 작사,작곡,편곡 김태희 노래
10. 이별에 이르기까지 4:17 박제성 작사,작곡,편곡 최선원 노래
11. Standard 2:40 박제성 작곡,편곡 Instrumental /CD BONUS/
12. 슬픈 음악이 흐르는 시 4:10 김경님 작사 박제성 작곡,편곡,노래
13. Last Romance 0:37 박제성 작곡,편곡 Instrumental -한 순간의 꿈 후렴부분-
14. 한 순간의 꿈(Original Version) 4:42 박제성 작사,작곡,편곡 최선원 노래 /CD BONUS/